# NGC 3400
NGC 3400 é uma galáxia espiral barrada (SBa) localizada na direcção da constelação de Leo Minor. Possui uma declinação de +28° 28' 08" e uma ascensão recta de 10 horas, 50 minutos e 45,5 segundos.
A galáxia NGC 3400 foi descoberta em 11 de Abril de 1785 por William Herschel.